# Vurpăr
Vurpăr es una comuna ubicada en el distrito de Sibiu, Rumania.

## Superficie
Posee una superficie de 70,42 kilómetros cuadrados.

## Demografía
Hasta 2021 la población era de 2778 habitantes, con una densidad de población de 39,45 habitantes por kilómetro cuadrado.